# Аул-тепе
Аул-тепе — руины древнего замка в долине реки Кашкадарья, в 30 км западнее Шахрисабза, в сравнительно близкой от руин замка Киндык-тепе.
Стилобат замка основан на естественном лёссовом останце, наружные стены сложены из пахсовых блоков, внутренние — из пахсы и круглого продолговатого сырца. Замок сохранился не полностью, южная сторона и юго-западный угол рухнули в пойму реки, но плановая структура его нижнего этажа различается без труда.
Контур нижнего этажа был квадратным, со сторонами около 34 метров. В нём видны внутренняя часть размером 17х16 метров и охватывающий его квадратный периметр, отдельный от внутренней части — ядра коридором. Периметр состоял из чередующихся больших и меньших комнат, по большей части квадратных, связанных с коридором дверями и изолированных. Только в двух случаях уцелевшие угловые периметральные комнаты соединялись попарно. Суфы во многих больших комнатах указывают на их жилое назначение, а нестандартное центральное расположение входов — не у угла, как обычно делалось, а посреди стены — и соответствующее П-образное расположение суф сообщали этим небольшим помещениям церемониальный характер. Замкнутое каре помещений, объединённых несколько прыгающим ритмом, прерывался только входным коридором посреди северной стороны замка, который был выведен снаружи выступам портальных пилонов.